# فلوغوبيت
فلوغوبيت: هو عضو أصفر أو مخضر أو بني محمر من عائلة الميكا من معادن السيليكات، المعروف أيضا باسم الميكا المغنيسيوم.
فلوغوبيت: هو العضو نهائي للمغنيسيوم في سلسلة محلول البيوتيت الصلب، مع الصيغة الكيميائية KMg3AlSi3O10(F,OH)2، وبدائل الحديد للمغنيسيوم بكميات متغيرة تؤدي إلى البيوتايت الأكثر شيوعًا مع محتوى أعلى من الحديد، للتعرف الفيزيائي والضوئي، فإنه يشترك في معظم الخصائص المميزة للبيوتايت.

## التصلب الجزئي
فلوغوبيت هو تكوين عضو نهائي مهم وشائع نسبيًا للبيوتايت. تم العثور على الميكا فلوغوبيت في المقام الأول في الصخور النارية ، على الرغم من أنه شائع أيضًا في الهالات المتحولة التلامسية للصخور النارية المتطفلة مع صخور البلد المغنيسي وفي الرخام المتكون من الدولوميت غير النقي (الدولوميت مع بعض الرواسب السليكونية).
من الصعب تقييد حدوث ميكا فلوغوبيت داخل الصخور النارية على وجه التحديد لأن عنصر التحكم الأساسي هو تكوين الصخور كما هو متوقع ، ولكن يتم التحكم في فلوغوبيت أيضًا من خلال ظروف التبلور مثل درجة الحرارة والضغط ومحتوى بخار الصخور النارية. ويلاحظ العديد من الجمعيات النارية: البازلت عالية الألومينا ، والصخور النارية فوق البوتاسيوم ، والصخور فوق المافية.

### جمعية بازلتية
يرتبط حدوث البازلت للفلوجبيت مع البازلت البيكريت والبازلت عالي الألومينا. يعتبر Phlogopite مستقرًا في التراكيب البازلتية عند ضغوط عالية وغالبًا ما يكون موجودًا كبلورات فينوكريستية ماصة جزئيًا أو طور إضافي في البازلت المتولد في العمق.

### جمعية Ultrapotassic

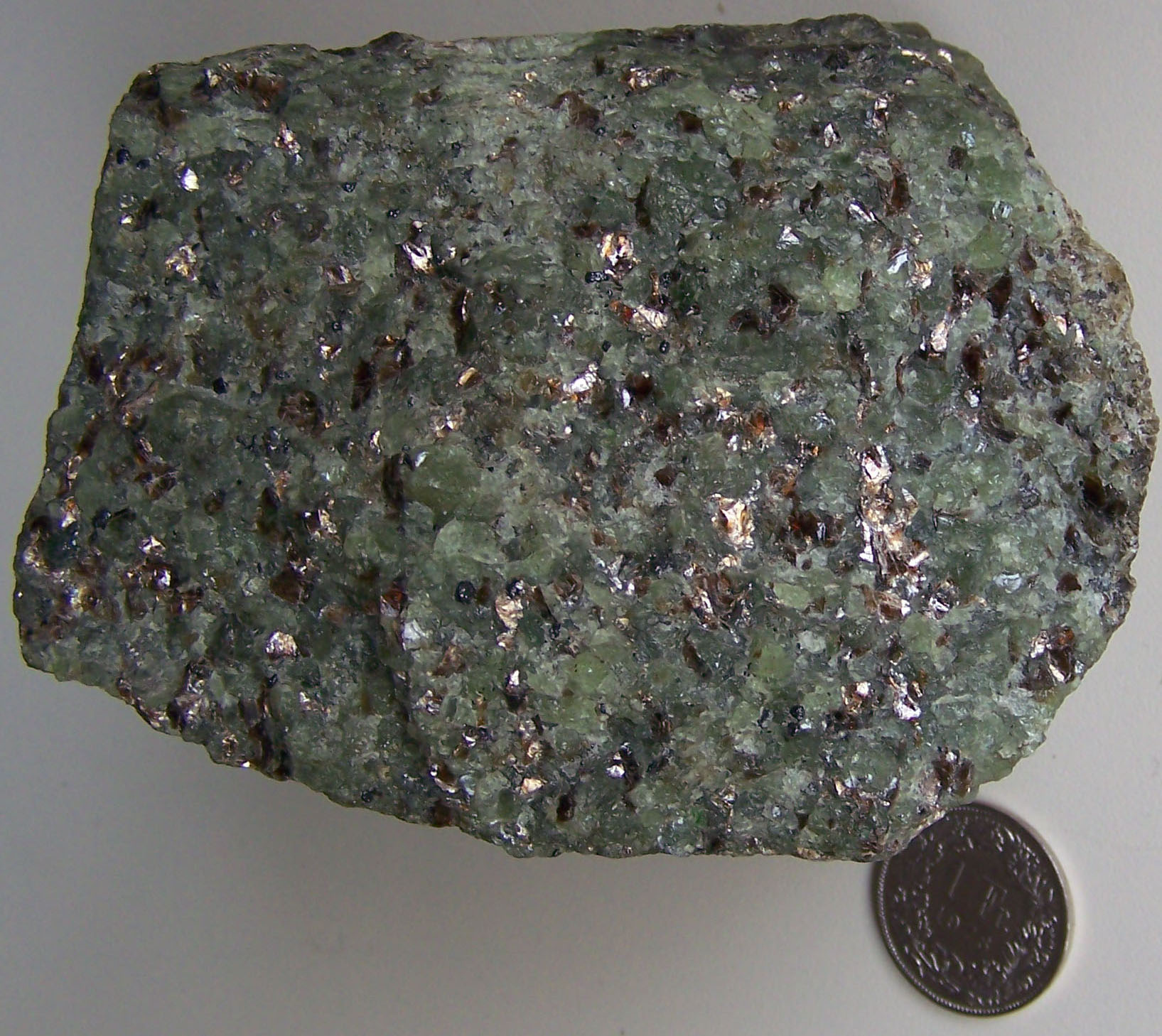
Phlogopite تحمل بريدوتيت من Finero ، إيطاليا. عملة 1 فرنك سويسري (قطر 23 مم) للمقياس. الفلوجوبات هي المعادن المتلألئة التي تحيط بها الكتلة الأرضية الخضراء للزبرجد الزيتوني.

الميكا Phlogopite هي مرحلة phenocryst وgroundmass المعروف داخل الصخور النارية ultrapotassic مثل lamprophyre ، الكمبرليت ، لامبرويت ، وغيرها من المافية مصادر بعمق أو يذوب عالية magnesian. في هذا الارتباط يمكن أن يشكل phlogopite ألواحًا بلورية كبيرة محفوظة جيدًا حتى 10 سم ، وموجود كمعدن الكتلة الأرضية الأساسي ، أو بالاشتراك مع أمفيبول بارغاسايت ، والزبرجد الزيتوني ، والبيروكسين. Phlogopite في هذا الارتباط هو معدن ناري أساسي موجود بسبب عمق الذوبان وارتفاع ضغط البخار.

### صخور فوقية
كثيرا ما وجدت Phlogopite بالتعاون مع الاختراقات المافية كمرحلة تغيير الثانوية ضمن metasomatic هوامش كبيرة الاقتحام الطبقات . في بعض الحالات ، يعتبر الفلوجوبيت ناتجًا عن تغيير ذاتي المنشأ أثناء التبريد. وفي حالات أخرى، metasomatism أدى إلى تشكيل phlogopite ضمن كميات كبيرة، كما هو الحال في كتلة صخرية المافية في Finero، إيطاليا، في منطقة إيفرية . phlogopite تتبع، نظرت مرة أخرى نتيجة metasomatism، هو أمر شائع داخل الحبيبات الخشنة البريدوتيت xenoliths نفذت من قبل الكمبرليت ، ويظهر phlogopite ذلك ليكون معدن مشترك في الجزء العلوي من عباءة الأرض . واجه Phlogopite باعتباره النارية الأساسي phenocryst داخل لامبرويت و lamprophyres ،  ونتيجة لتركيبة ذوبان عالية السوائل الغنية داخل عباءة عميقة.

## متنوع
تم العثور على أكبر بلورة مفردة موثقة من phlogopite في منجم لاسي ، أونتاريو ، كندا ؛ كان قياسها 10x4.3x4.3 م 3 ووزنها حوالي 330 طناً.  تم العثور على بلورات مماثلة الحجم في كاريليا ، روسيا . 